# Flavonoidy

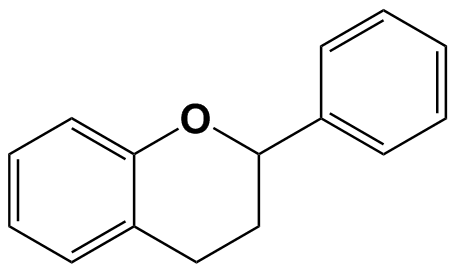
2-fenylchroman, základní skelet molekul flavonoidů

Flavonoidy, jinak nazývané také bioflavonoidy jsou látky náležející mezi rostlinné sekundární metabolity. Jsou známé pro své antioxidační působení. Celkem k flavonoidům patří asi 60 látek, které mají obvykle kladný vliv na lidský organismus, zvláště pak na cévy.

## Významné flavonoidy
- Kvercetin tvoří strukturní kostru pro mnoho jiných flavonoidů, včetně rutinu, hesperidinu, naringinu a tangeritinu
- Proanthocyanidiny
- Epikatechin

## Vliv na zdraví
Některé flavonoidy jsou silnými antioxidanty. Mezi nejsilnější patří flavonoidy ostružin, malin, malinoostružin, lékořice, aronie, černého rybízu, granátového jablka, červených grapefruitů, oliv a olivového oleje, červeného vína, kakaa (čokoláda), borůvek a rajčat.
V souvislosti s působením na lidské zdraví se flavonoidy často zmiňují u vína, jež je obsahuje ve větším množství. Proto je víno považováno za dobré pro lidi s kardiovaskulárními obtížemi.[zdroj?] Ovšem jakýkoli alkoholický nápoj je od malých dávek zdraví škodlivý. Flavonoidy regenerují a zpevňují cévy.[zdroj?]
Příkladem také může být látka rutin, známá z přípravku ascorutin, běžně podávaného v nemocnicích. Tento lék lze koupit bez lékařského předpisu v lékárnách. Existuje také velké množství dalších léků tohoto typu. V závislosti na míře cévních obtíží mohou např. člověka s křečovými cévami již po 2 dnech přestat bolet nohy.[zdroj?] Rutin nalezneme také v borůvkách.
Dalším flavonoidem je např. citrín obsažený v blankách dužniny citrusových plodů, především ve vnitřní bílé slupce s nahořklou příchutí pod kůrou plodu.
Velké množství flavonoidů se nalézá též v plodech ostropestřce mariánského nebo aronie, tzv. černého jeřábu. Usušené plody můžeme zakoupit v bylinné lékárně a připravovat si z nich čaj či si sehnat tzv. aroniové víno.
Flavonoidy umožňují zdravější stárnutí.

## Flavonoidy a jejich biologické působení
Nové výzkumy odkryly v novém světle i některé účinky dávno používaných rostlin v lékařství (šalvěj, rozmarýn, ale i čaj a řada dalších) na různé nemoci s tím, že jde např. o specifické účinky antioxidantů – často flavonoidů obsažených
v těchto rostlinách. Jako nesmírně důležité se ukázalo, že právě flavonoidy např. mohou napomáhat endogenním obranným antioxidantům v těle k deaktivaci vzniklých radikálů při oxidačním stresu, při nadbytku vzniklých radikálů a zabránit tak poškození životně důležitých látek jako jsou bílkoviny, lipidy nebo DNA, s kterými radikály jinak reagují a ničí je. (Anebo, ještě spíše – zasahovat do signálních drah buněk a aktivovat je a regulovat tak biochemické reakce specifických a reversibilních kompartmentových systémů)!
Ionty nebo molekuly mohou obsahovat atom s jedním nepárovým elektronem, což propůjčuje iontu nebo molekule osobité vlastnosti. Tak hovoříme o radikálech, o radikálových kationtech (+) (kationt – kladně nabitý ion. Např. Na+) nebo radikálových aniontech (-).
U neutrální molekuly „A“ vzniká přenosem jednoho elektronu na tuto molekulu radikálový anion „A- “ odtržením elektronu od molekuly radikálový kation „A+“.
Radikály jsou tedy charakterizovány lichým, nepárovaným počtem vazebných elektronů.
Výsledkem vzniku radikálů (např. UV zářením nebo jiným způsobem) je poškození zmíněných důležitých specifických látek. Má se zato, že alespoň v řadě případů – antioxidanty, jako jsou flavonoidy nebo vitamíny C, E a další látky – jejich suplementace, může pomáhat, alespoň částečně, deaktivovat, zhášet, neutralizovat, nadbytek vzniklých radikálů, tj. ovlivnit vzniklý oxidační stres, bránit jejich nadbytku, (např. klasický, dávno známý případ – např. zhášení superoxidu
– askorbátem) a tím znemožňují jejich následný destrukční vliv na příslušný oxidovatelný substrát. Nebo, mohou ovlivnit redox situaci určitého kompartmentu buňky, a tak se podílet na molekulární úrovni, na signalizaci v buňce především redox dependentním, ale i jiným způsobem.
Mnoho určitých flavonoidů – může mít – v závislosti na řadě okolností, jednak přímý antioxidační účinek a jsou (hlavně při vyšší koncentraci) účinné antioxidanty. Jednak působí přímo, tj. zháší volné radikály ve vodném, nebo organickém prostředí, jednak, se jejich působení může dít nepřímo, např. aktivací nebo deaktivací, inhibicí, antioxidačních enzymů, nebo transkripčních faktorů. Nebo, mohou chránit poškození DNA, způsobené volnými radikály, nebo snižovat její poškození. Vedle toho mohou potlačovat štěpení dvojité šroubovice DNA a mohou i chelatovat přechodové kovové ionty odpovědné za tvorbu ROS a proto bránit iniciaci lipogenázové reakci.
Zároveň působí na různé signální cesty v buňce a mohou i ovlivnit např. extracelulární signál regulující kinázy nebo jiné transkripční faktory a regulovat, modulovat – tak buněčnou signalizaci a projevovat tak své působení různým způsobem.
Je známo i fyziologické působení flavonoidů, jejich ovlivňování kardiovaskulárních chorob nebo určitých nádorů, či jejich vliv na neurologické nemoci.
Např. červené víno je považováno za účinný zdroj flavonoidů. Jeho pravidelné užívání v malých dávkách by mohlo snížit kardiovaskulární choroby až o 40 % díky jeho antitrombotickým i antioxidačním vlastnostem.
Rovněž častá konzumace ovoce, zeleniny nebo i čaje – tj. látek s velkým množstvím flavonoidů, může přispívat k poklesu některých kardiovaskulárních chorob, nebo jejich prevenci (dilatace arterií). Současně příznivě ovlivňuje některé druhy nádorů ve smyslu jejich apoptózy nebo i vzniku Tj. vysoká konzumace této potravy, může modulovat prozánětlivé a onkogenní signály. Flavonoidy, např. v extraktu 362 Ginkgo biloby, nebo v Kurkumě (Curcumin), se rovněž mohou podílet i na léčbě, nebo k prevenci různých neurodegenerativních onemocnění (Parkinsonova, Alzheimerova choroba, Huntingtonova choroba aj.) ve smyslu neuroprotektivní ochrany. To je dáno, jednak díky jejich konvenčním antioxidačním schopnostem, tj. schopností reagovat přednostně s oxidačními činidly nebo (spíše) ovlivněním např. signální kaskády buňky, ovlivněním exprese genů a potlačením cest vedoucích k zániku neuronů.